# Gante-Wevelgem feminina
A Gante-Wevelgem feminina (oficialmente Gent-Wevelgem-In Flanders Fields) é uma competição de ciclismo profissional feminina de ciclismo de estrada de um dia que se disputa anualmente na região de Flandres, na Bélgica. É a versão feminina da corrida do mesmo nome e celebra-se no mesmo dia que a sua homónima, no último domingo de março, dois dias após finalizar a E3-Harelbeke
A sua primeira edição correu-se em 2012 e as suas duas primeiras edições foram amador, apesar disso participaram corredoras profissionais de primeiro nível. Posteriormente a prova ascendeu à categoria 1.2 (última categoria do profissionalismo) e em 2016 ascendeu ao UCI WorldTour Feminino criado nesse ano.
O percurso tem um comprimento de aproximadamente a metade que a sua homónima masculina sem limitação de idade ainda que com similares características.

## Palmarés
| Ano                   | Vencedor          | Segundo           | Terceiro                  |
| --------------------- | ----------------- | ----------------- | ------------------------- |
| edições amador        |                   |                   |                           |
| 2012                  | Lizzie Armitstead | Iris Slappendel   | Jessie Daams              |
| 2013                  | Kirsten Wild      | Sanne van Paassen | Kelly Druyts              |
| edições profissionais |                   |                   |                           |
| 2014                  | Lauren Hall       | Janneke Ensing    | Vera Koedooder            |
| 2015                  | Floortje Mackaij  | Janneke Ensing    | Chloe Hosking             |
| 2016                  | Chantal Blaak     | Lisa Brennauer    | Lucinda Brand             |
| 2017                  | Lotta Lepistö     | Jolien D'Hoore    | Coryn Rivera              |
| 2018                  | Marta Bastianelli | Jolien D'Hoore    | Lisa Klein                |
| 2019                  | Kirsten Wild      | Lorena Wiebes     | Letizia Paternoster       |
| 2020                  | Jolien D'Hoore    | Lotte Kopecky     | Lisa Brennauer            |
| 2021                  | Marianne Vos      | Lotte Kopecky     | Lisa Brennauer            |
| 2022                  | Elisa Balsamo     | Marianne Vos      | Maria Giulia Confalonieri |
| 2023                  | Marlen Reusser    | Megan Jastrab     | Maike van der Duin        |
| 2024                  | Lorena Wiebes     | Elisa Balsamo     | Chiara Consonni           |
| 2025                  |                   |                   |                           |

## Palmarés por países
Atualizado após edição de 2024
| País           | Vitórias |
| -------------- | -------- |
| Países Baixos  | 6        |
| Itália         | 2        |
| Reino Unido    | 1        |
| Estados Unidos | 1        |
| Finlândia      | 1        |
| Bélgica        | 1        |
| Suíça          | 1        |